# Prisão de Anemas
A Prisão de Anemas (em turco: Anemas Zindanları) é um grande edifício bizantino ligado às muralhas de Constantinopla (moderna Istambul, Turquia). É tradicionalmente identificada com as prisões em honra de Miguel Anemas, um general bizantino que iniciou uma fracassada revolta contra o imperador Aleixo I Comneno (r. 1081–1118) e foi a primeira pessoa a ser presa lá. A prisão marca predominantemente os últimos séculos do Império Bizantino, quando quatro imperadores foram presos ali.

## Descrição
O edifício está situado no subúrbio de Blaquerna, entre o trecho das muralhas de meados do século XII construído pelo imperador Manuel I Comneno (r. 1143–1180) e as muralhas mais antigas dos imperadores Heráclio (r. 610–641) e Leão V, o Armênio (r. 813–820). Um pequeno trecho da muralha conecta a estrutura a leste com a muralha de Manuel Comneno. O muro exterior da estrutura é extraordinariamente alto, subindo tão alto quanto 23 metros acima do chão em frente dela, e têm 11-20 metros de 
espessura. Atrás da cortina exterior, o edifício consiste em 12 câmaras de três andares. Sua fachada exterior caracteriza-se por duas torres retangulares construídas lado a lado com um muro compartilhado. As torres gêmeas estão, por sua vez, apoiadas por um contraforte maciço, que se estende por quase 8 metros acima do nível do solo e se projeta de 6.5-9 metros em frente as torres.
Apesar de sua proximidade, as duas torres diferiam muito em construção, uma diferença que se estende para o parapeito também, indicando uma construção em momentos distintos. A torre sul é uma estrutura quadrilateral irregular de dois andares. Sua alvenaria é muito desigual, incluindo vários pilares de pedra que foram inseridos nela, frequentemente não totalmente, e seu contraforte é feito de pedras pequenas e montadas irregularmente. Seu arranjo interior, com seu andar superior espaçoso, grandes janelas, e varanda dirigida ao oeste, sugere um uso como uma torre residencial. Combinados, estes fatores fortemente apoiam sua identificação tradicional com a chamada Torre de Isaac Ângelo: segundo o historiador Nicetas Coniata, aquela torre foi construída pelo imperador Isaac II Ângelo (r. 1185-1195; 1203-1204) como forte e residência privada e fez uso de materiais de igrejas arruinadas. Em contraste, a torre norte, que é identificada com a Torre de Anemas, é uma estrutura cuidadosamente construída, exibindo a tipicamente bizantina alternância de camadas de pedra e tijolos. Seu contraforte é construídos de blocos grandes, regulares e cuidadosamente encaixados. A força dos muros e dos contrafortes é explicada ao se considerar que esta estrutura formou o muro de contenção mais ocidental da grande colina em terraço sobre a qual o tardio Palácio de Blaquerna foi construído.

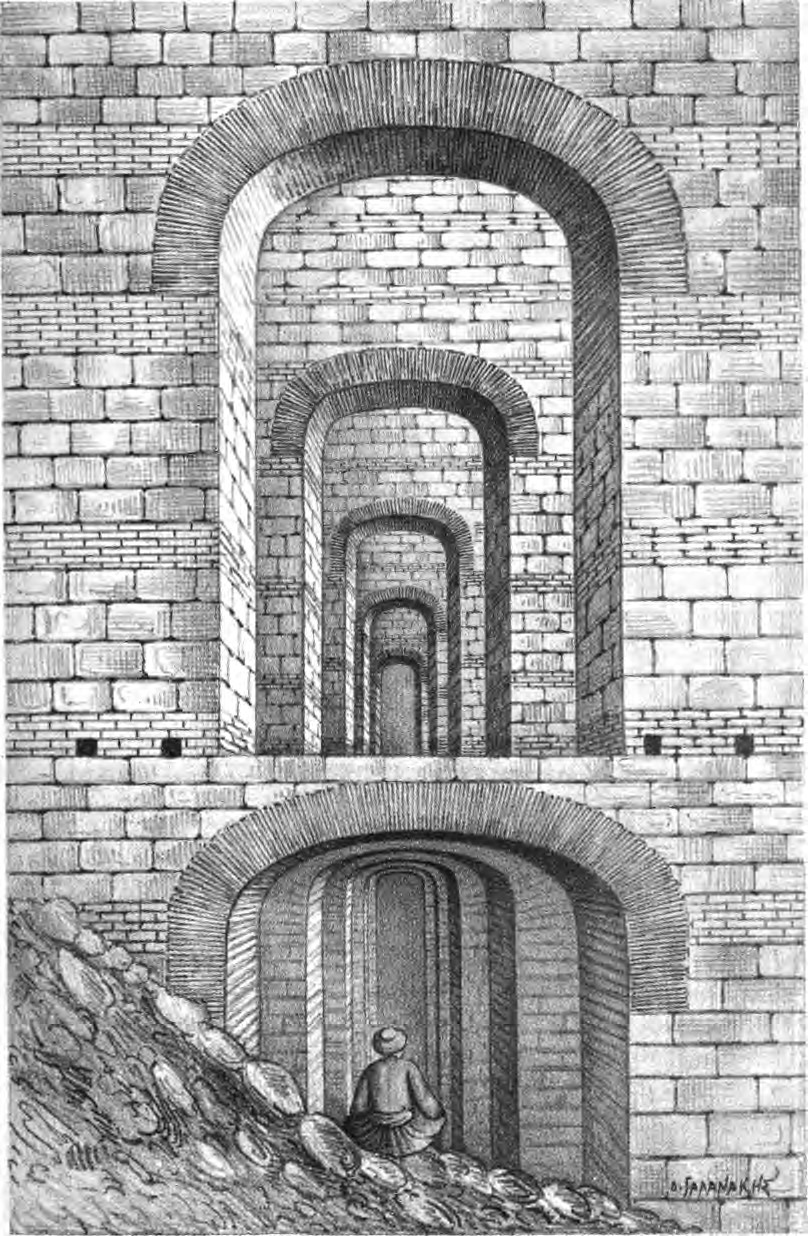
Vista interior das câmaras abobadadas da Prisão de Anemas, de uma ilustração do século XIX

A principal estrutura consiste em 13 muros-contrafortes transversos, perfurados por três arcos de tijolos sobrepostos, que criaram 12 compartimentos, cada um com 9-13 metros de largura. As duas paredes longitudinais não são paralelas, mas se afastam a medida que vão para o norte. O muro leste caracteriza-se por um par de corredores sobrepostos em seus dois níveis superiores, construídos dentro do corpo da muralha e iluminado por lacunas nas fachadas do muro. Os compartimentos do nível do porão não têm janelas, mas os níveis superiores são iluminados através de pequenas abertures no muro oeste. Uma torre com escadaria em espiral conecta a principal estrutura com as duas torres.
Inconsistências na colocação das janelas, que estão parcialmente cobertas pelas adições posteriores, bem como outras evidências de sucessivas alterações, mostram que a estrutura foi construída e modificada em fases separadas. O muro oriental da cidade veio primeiro, como uma simples muralha defensiva com galerias das quais flechas e outros projéteis poderiam ser atirados através das aberturas. O resto da estrutura principal foi adicionada depois, provavelmente como um revestimento reforçado para a colina do palácio. O papel dos compartimentos é incerto; eles foram identificados como celas de prisão, o que levou a aplicação do nome "Prisão de Anemas" para a estrutura torda, mas tal hipótese não pode ser conclusivamente provada. É possível que funcionaram como armazéns ou (os dois níveis superiores ao menos) como quarteis.
Quanto às torres, eles presumivelmente foram adicionadas depois, com a torre sul sendo mais antiga que a norte, uma vez que esta compartilha uma muralha que manifestamente pertence a anterior. Isso, contudo, derruba sua identificação, respectivamente, como as torres de Isaac Ângelo e Anemas, pois a Torre de Anemas é registrada como já existindo nos primeiros anos do século XII do século XII, mais de 70 anos antes da construção da Torre de Isaac Ângelo. Várias hipóteses foram introduzidas para dar conta disso. Uma teoria é que a identificação tradicional delas está invertida, ou que juntas constituem o mesmo edifício sob diferentes nomes. Outra propõe que a real Torre de Anemas fica mais ao norte e foi uma das torres da muralha de Heráclio. Todas as teorias, contudo, contêm vários problemas, e a identificação tradicional permanece em uso padrão hoje.

## Presos

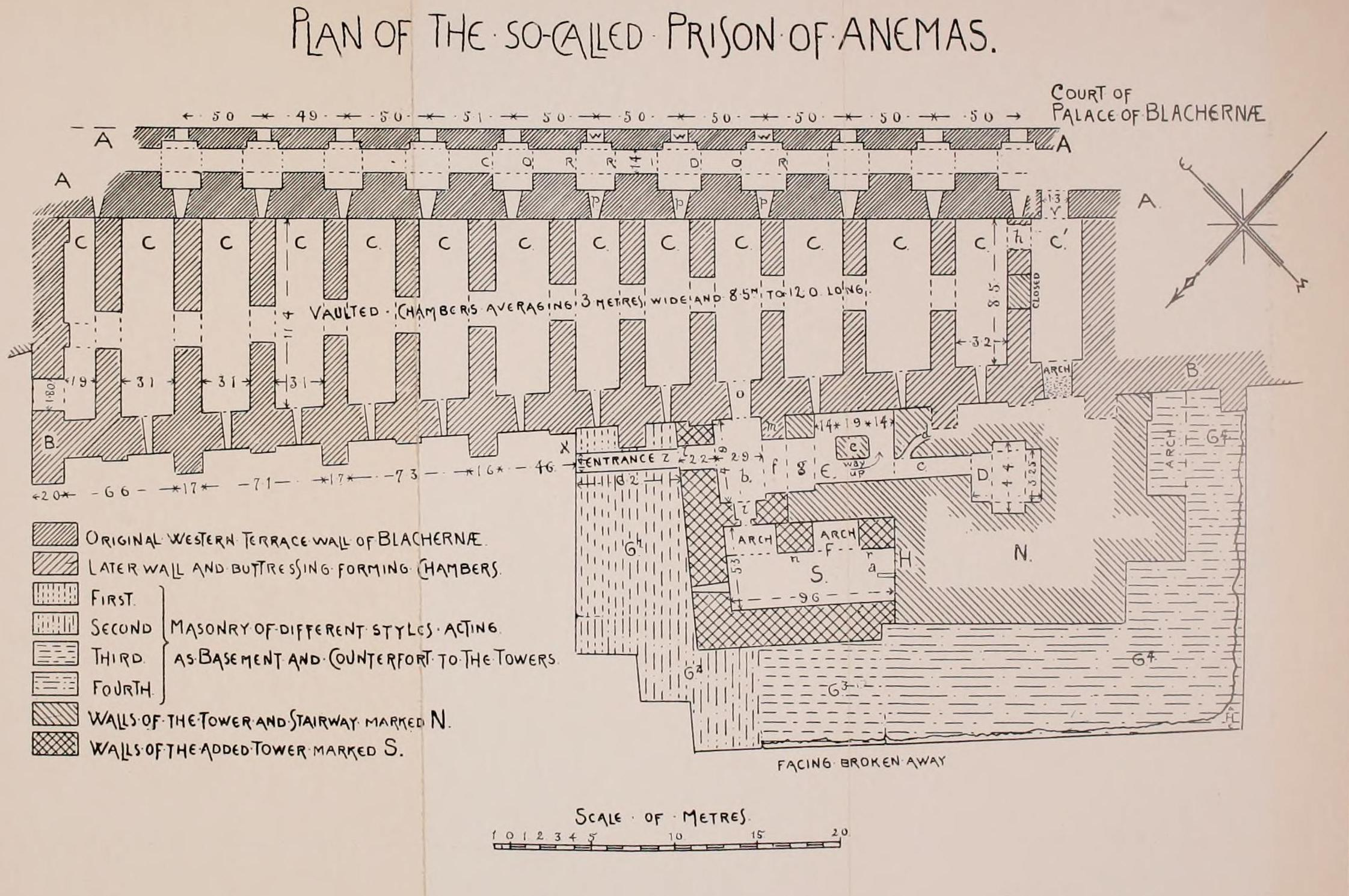
Plano da Prisão de Anemas

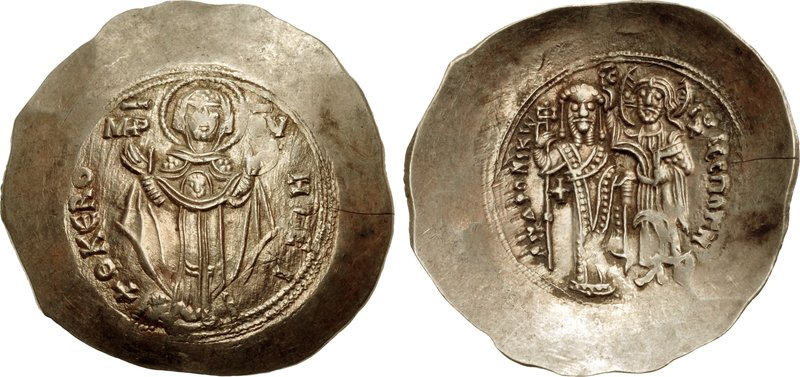
Áspro traqueia escifata de r.

Segundo Ana Comnena (Alexíada, XII.6-7), Miguel Anemas foi o primeiro homem a ser preso lá, e a torre e prisão foram nomeadas subsequentemente em sua homenagem. Miguel havia conspirado contra o pai de Ana, o imperador Aleixo I, mas a conspiração foi descoberta e ele e seus partidários foram capturados e sentenciados à prisão e cegueira, a punição costumeira para traidores. Seus apelos por misericórdia quando estava sendo levado através da via Mese criou simpatia na população e em Ana. Junto com sua mãe, ela intercedeu em nome dele com Aleixo e o imperador demonstrou clemência por Anemas: ele não foi cegado, mas confinado por vários anos na torre que recebeu seu nome. O próximo prisioneiro chegou na torre mesmo antes de Anemas ser perdoado e libertado. Foi Gregório Taronita, o duque da Cáldia, a região em torno de Trebizonda. Tomando vantagem do relativo isolamento de sua província, tentou fazer-se um governante independente em 1104. Mesmo após sua captura, segundo a Alexíada, ele permaneceu provocador, implicando em seu longo encarceramento antes de ser liberto e perdoado.
O próximo prisioneiro foi o imperador deposto Andrônico I Comneno (r. 1183–1185), que foi preso lá na véspera de sua execução pública no Hipódromo de Constantinopla, em 12 de setembro de 1185. O próximo prisioneiro conhecido foi João Beco, então o cartofílax de Santa Sofia e futuro patriarca de Constantinopla como João XI, que foi preso lá por opôr-se às pretensões de reunir as Igrejas Católica e Ortodoxa do imperador Miguel VIII Paleólogo (r. 1259–1282). Em 1322, Sirgianes Paleólogo, que conspirou com e contra o imperador Andrônico II Paleólogo (r. 1282–1328) e seu neto e oponente Andrônico III (r. 1328–1341) na guerra civil deles, foi preso, porém em condições confortáveis, antes de ser perdoado e restaurado a seus ofícios em 1328.
A prisão foi novamente utilizada nos conflitos dinásticos dos Paleólogos durante a década de 1370. O imperador João V Paleólogo (r. 1341-1376; 1379-1391) prendeu seu filho mais velho Andrônico IV após uma fracassada rebelião. Andrônico, contudo, escapou, e com auxílio genovês e otomano, conseguiu usurpar o trono de seu pai por três anos (1376–1379). Durante este tempo, João V e seus filhos mais novos, Manuel – o futuro Manuel II (r. 1391–1425) – e Teodoro I, foram presos na Prisão de Anemas.